# Octoceras lehmannianum
Octoceras lehmannianum är en korsblommig växtart som beskrevs av Aleksandr Andrejevitj Bunge. Octoceras lehmannianum ingår i släktet Octoceras och familjen korsblommiga växter. Inga underarter finns listade i Catalogue of Life.